# 말레네 에스펜센
말레네 에스펜센(덴마크어: Malene Espensen, 1981년 6월 30일 ~ )은 덴마크의 글래머 모델이다. 영국에서 활동했으며 2004년에는 《데일리 스타》가 선정한 올해의 선데이 스타 핀업 걸(Sunday Star Pinup Girl of the Year)로 선정되었다.